# Moni van Rheinberg

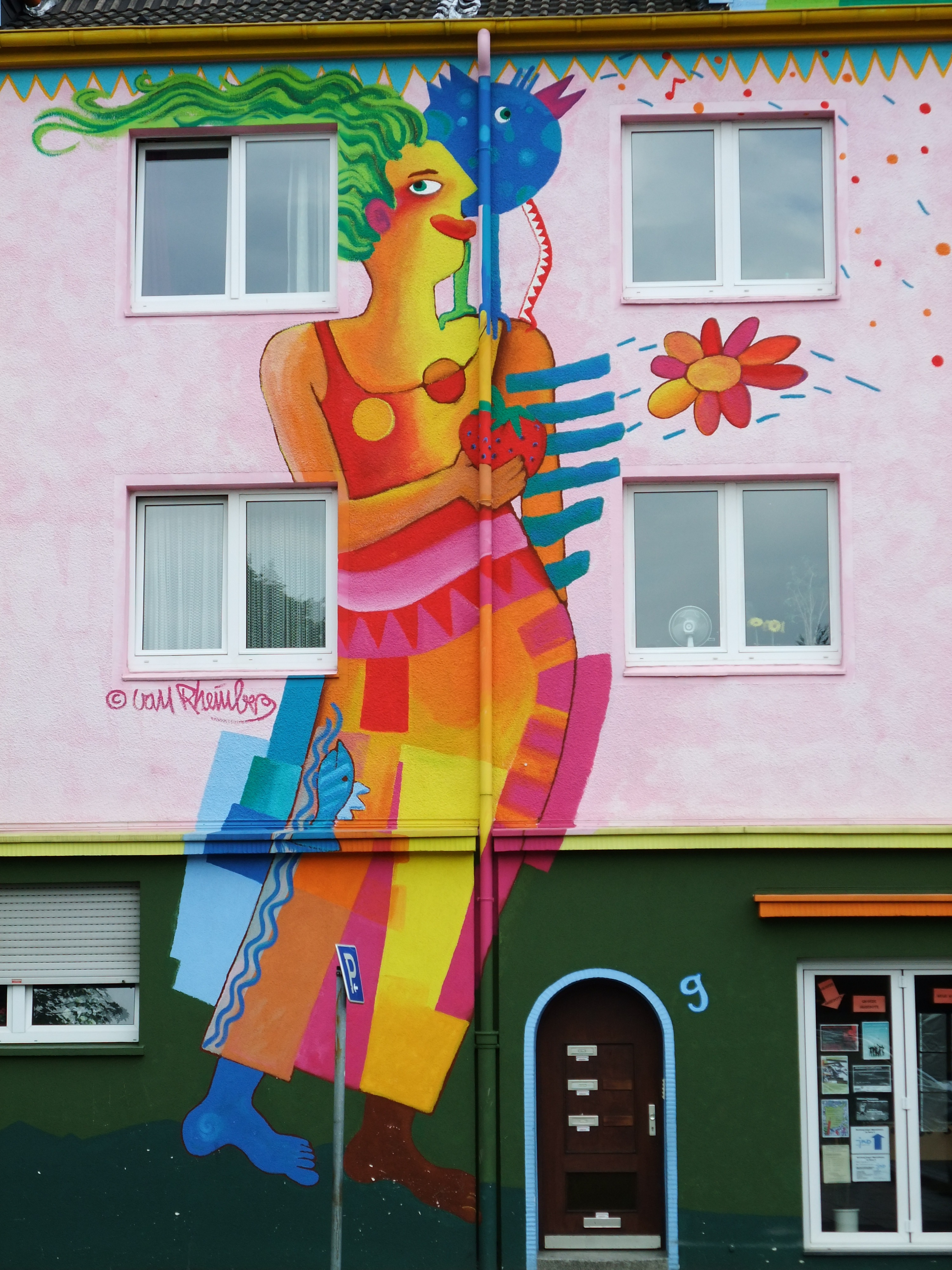
Fassadengestaltung nach einem Entwurf Moni van Rheinbergs in Essen, 2005

Moni van Rheinberg (vollständiger Name: Moni Marielen van Rheinberg; * 28. Juli 1952 in Salzgitter-Lebenstedt; † 8. Februar 2006 in Essen) war eine deutsche bildende Künstlerin. 

## Leben
Moni Marielen van Rheinberg wuchs in Köln, später in Wesel auf und machte zunächst eine Ausbildung zur Bauzeichnerin. Von 1973 an studierte sie an der Folkwang-Hochschule (heute „Folkwang Universität der Künste“) in Essen, wo sie 1978 ihren Abschluss machte. Ende der 70er Jahre wurde ihr Sohn Florian, in den 80er Jahren ihre Tochter Medi-Marie geboren. Studienaufenthalte führten sie nach Marokko, in die USA und nach Malente. 
Am 8. Februar 2006 starb sie nach schwerer Krankheit in Essen.
Als Hommage an die verstorbene Künstlerin ließ van Rheinbergs Sohn 2016 die Fassade seines Hauses in Essen Borbeck mit Motiven der Künstlerin gestalten.

## Künstlerisches Wirken
Van Rheinbergs künstlerischer Schwerpunkt lag in der Malerei, in der sie neben Malfarben auch natürliche Materialien wie Sand oder Muscheln – selbst Kaffeesatz – verarbeitete. Ihr vielfältiges Schaffen umfasst aber ebenso Grafik, Illustration, Skulptur, Wandmalerei, Kunst im öffentlichen Raum, Installation und Objektkunst.
Der Mensch, die Gewalt des Menschen gegen sich selbst und die Zerstörung der Natur sind häufige Themen ihres Werkes. Einen besonderen Schwerpunkt bildete ihre künstlerische Auseinandersetzung mit dem Frausein; ein immer wiederkehrendes Motiv sind archaisch anmutende Frauengestalten, die – mit wehenden Haaren und in kraftvoll-dynamischer, oft zugleich tänzerischer Pose – als Symbol für Mut und Aufbruch verstanden werden können. Sie selbst sprach von „Suchenden, Träumenden, Kämpfenden, Findenden, Fragenden, starken Gestalten“. Eine solche Figur zeigt auch die Kleinskulptur, die sie für den FrauenRat NRW entwarf und die dieser seit 2004 als Preis in der Kampagne „Ehrenamt und bürgerschaftliches Engagement“ vergibt.
Moni van Rheinberg war an Gruppenausstellungen in überregional bedeutenden Kunstmuseen (z. B. Frauenmuseum in Bonn, Große Kunstausstellung NRW) beteiligt, ihre Arbeiten wurden in zahlreichen Einzel- und Gemeinschaftsausstellungen in Galerien in allen Regionen Deutschlands gezeigt. In den Jahren 1997 und 2003 wurden Kataloge mit ihren Werken veröffentlicht; dreimal wurde sie für ihr Schaffen mit Preisen geehrt.
Mehrfach war sie an der künstlerischen Gestaltung öffentlicher Fassaden beteiligt, in einigen Fällen hatte sie die künstlerische Leitung inne. In Essen prägen viele der dabei entstandenen Werke noch heute das Stadtbild. So schuf sie im Jahre 2000 im Rahmen des internationalen UNESCO-Projektes „Mural Global“ gemeinsam mit den Künstlern Xholile Mtakatyka (Südafrika) und Claudio Francia (Chile) ein über 1000 m² großes Wandbild am „Anna-Bunker“ in Essen-Altendorf, einem zylindrischen Hochbunker aus dem Zweiten Weltkrieg.

Werkbeispiele
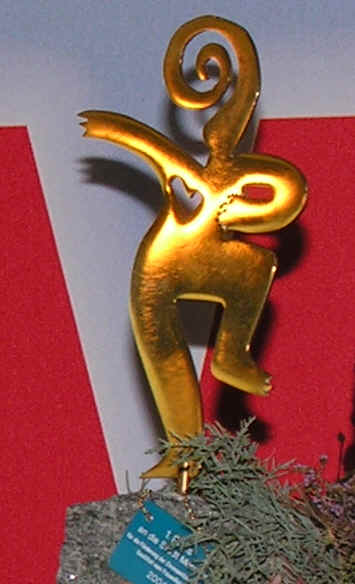
Preis-Skulptur für den FrauenRat NRW
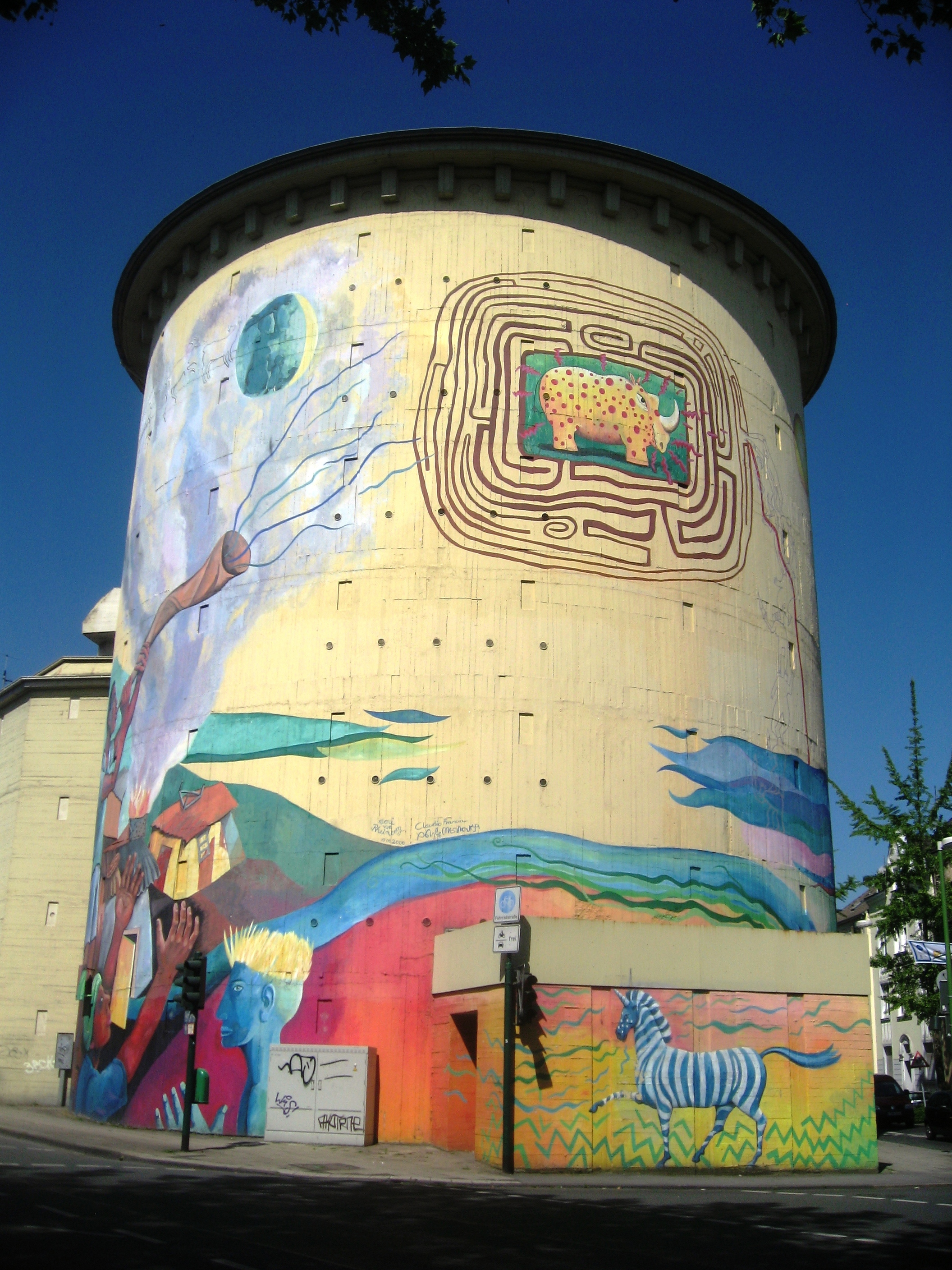
UNESCO-Wandbild am „Anna Bunker“, Essen
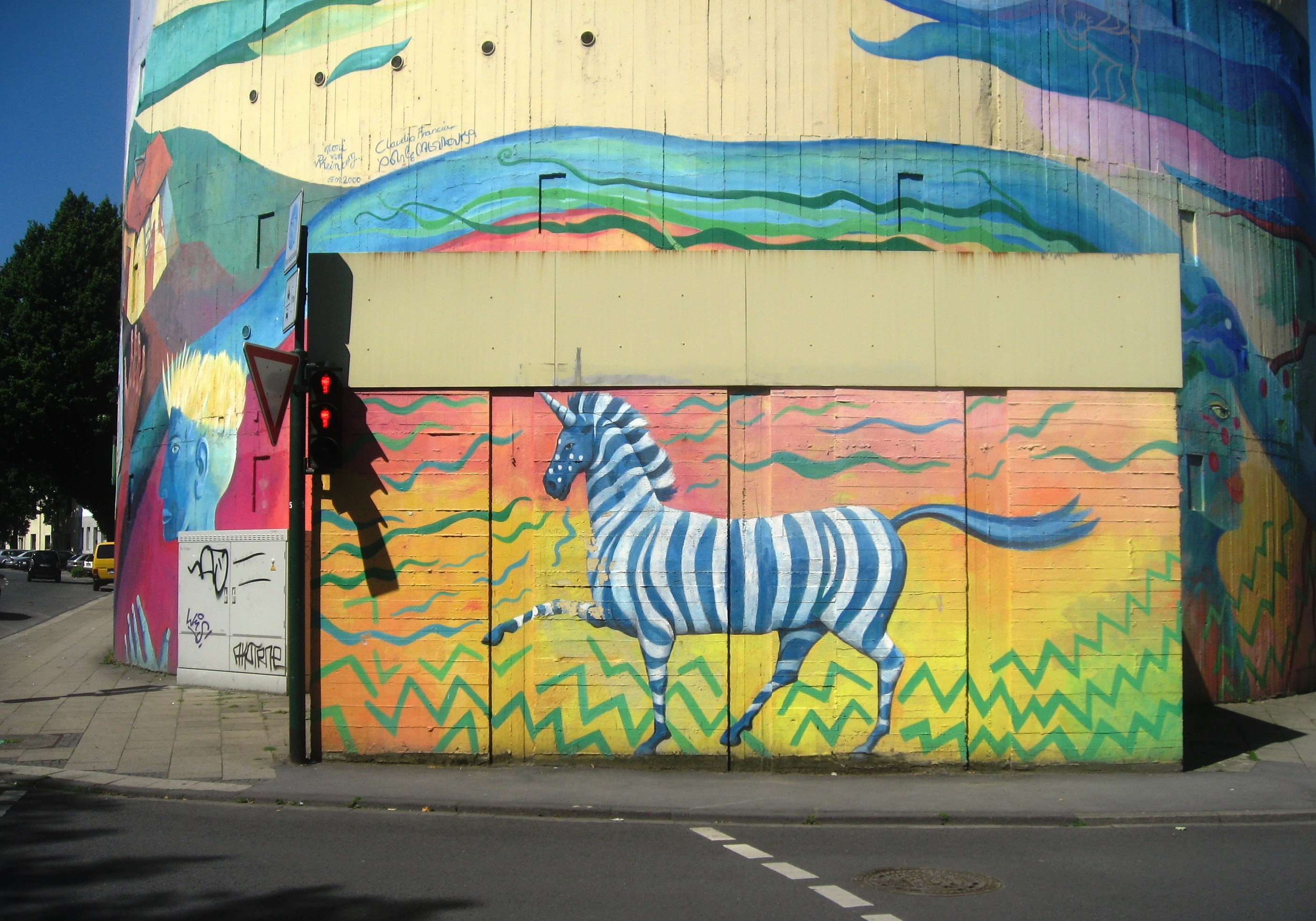
UNESCO-Wandbild am „Anna-Bunker“ (Detail)
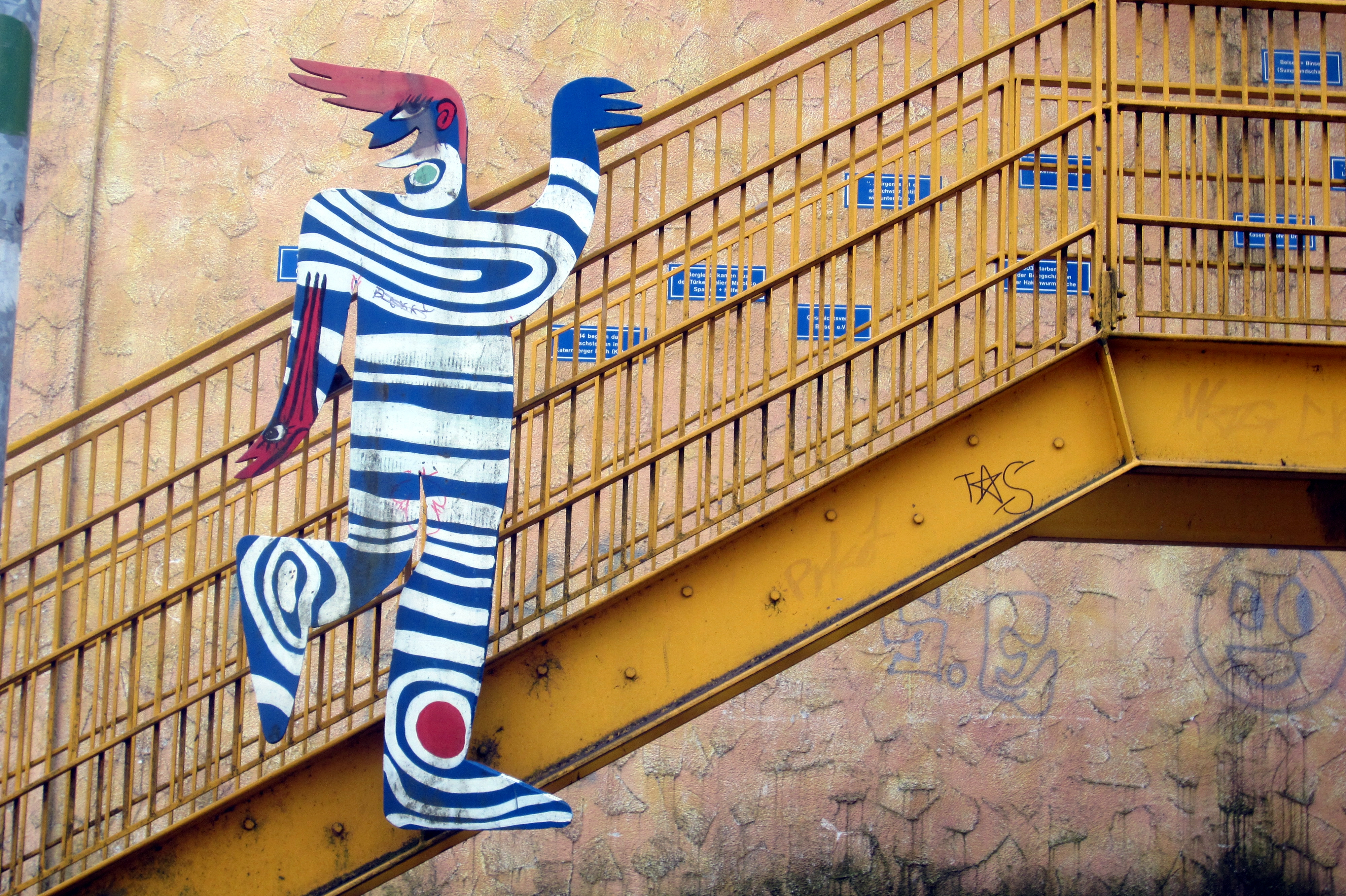
Fassadengestaltung auf Zeche Zollverein, Essen

## Ausstellungen

### Gruppenausstellungen
(Auswahl)
- Frauenmuseum Bonn (1982, 1983, 1986, 1988, 1990, 1995)
- Kommunale Galerie Berlin (1987)
- Städtisches Museum Engen (1989)
- Kulturforum Essen (1989)
- Große Kunstausstellung NRW, Düsseldorf (1991)

### Einzelausstellungen
(Auswahl)
- Zeche Carl, Essen (1987)
- Galerie Grabenheinrich, Gütersloh (1994)
- Galerie Stewner, Lübeck (1998)
- Galerie im Hof, Essen (1998)
- Galerie „Una Momenta“, Essen (2003, 2004)

## Projekte zur Fassadengestaltung
(Auswahl)
- „Widdewitt – Bumm – Bumm“, Wandmalprojekt im Rahmen des Festivals der Künste „Folkwang 87“, Essen-Steele (1985)
- „America – Europa“, internationales Wandmalprojekt mit Joan Cardinal-Schubert (Kanada), Essen-Steele (1992)
- „Farbe bekennen – Mural Global“, internationales UNESCO-Projekt mit Claudio Francia (Chile) und Xolile Mtakatya (Südafrika), Essen-Altendorf (2000)
- „Von der Schieflage zur Lebenslust“, künstlerische Leitung der Ausführungsarbeiten eines Fassadenprojektes auf Zeche Zollverein, Essen-Katernberg (2001)
- „Storp9 – Haus für Bildung und Kultur“, künstlerische Leitung der Fassadengestaltung, Essen-Südostviertel (2005)

## Auszeichnungen
- Erster, zweiter und dritter Preis für die Gestaltung der 270 m langen Mauer auf Zeche Zollverein Schacht 3/7/10, gemeinsam mit Gine Selle und Claudia Terlunen, Essen (1996)
- Anerkennungspreis der Kroschke Stiftung für Kinder
- Erster, zweiter und dritter Preis beim eingeschränkten Wettbewerb „Kunst und Spiel“, Gestaltung verschiedener bespielbarer Flächen, zusammen mit zwei weiteren Künstlern, Essen (2001)